# Giffoni Film Festival 1985
La 15ª edizione del Giffoni Film Festival ha avuto luogo il dal 27 luglio al 4 agosto 1985.

## Film

### Vincitore
- De hombre a hombre ( Spagna, 1985) di Ramón Fernández

### Film in concorso
Lungometraggi
- Die vertauschte Königin ( Germania Est, 1984) di Dieter Scharfenberg
- Rămășagul ( Romania, 1984) di Ion Popescu-Gopo
- Oko proroka ( Polonia, 1984) di Pawel Komorowsky
- For Tors skyld ( Norvegia, 1982) di Knut Andersen
- De hombre a hombre ( Spagna, 1985) di Ramón Fernandez
- Jan zonder vrees ( Belgio, 1984) di Jef Cassiers
- Yedinitsa s oblano ( Unione Sovietica, 1984) di Andrei Prachenko
- Il mistero del morca ( Italia, 1984) di Marco Mattolini
- Un bon petit diable ( Francia, 1983) di Jean-Claude Brialy
- Per fortuna c'è un ladro in famiglia (Max Dugan Returns) ( Stati Uniti, 1983) di Herbert Ross
- Das Glück beim Händewaschen ( Germania Ovest, 1982) di Werner Masten
- Szaffi ( Ungheria- Canada- Germania Ovest, 1985) di Attila Dargay
- Taulanti kërkon një motër ( Albania, 1984) di Xhanfise Keko
- Mattemashita tenkosei ( Giappone, 1985) di Katsuhiko Fujii
- Mala carodejnice ( Cecoslovacchia- Germania Ovest, 1985) di Zdenek Smetana
- Weishenme sheng wo? ( Cina, 1984) di Li Yalin e Yan Wenpan

Cortometraggi
- The Boy Who Cried Wolf ( Stati Uniti, 1983) di Paul Buchbinder
- La sonrisa de un niño ( Spagna, 1984) di Enrique Tintore
- Il circo oggi ( Italia, 1983) di Stefano Aimo
- Clarence the Wonder Dog ( Stati Uniti, 1984) di Michael Posch
- Zang e dars, Zang e tafrih ( Iran, 1985) di Iraj Karimi
- Omalovanky ( Cecoslovacchia, 1984) di Boris Baromykin
- La combine de la girafe ( Francia, 1984) di Thomas Gilou
- Contes crépusculaires ( Francia, 1985) di Yves Charnay
- La fabuleuse aventure de Josette ( Francia, 1983) di Bruno Decharme
- I fantastici viaggi di Ty e Uan ( Italia, 1985) di Marco Pagot
- Feeling Yes, Feeling No Series ( Canada, 1984) di Moira Simpson
- Festivitate de premiere ( Romania, 1985) di Dinu Adrian Șerbescu
- Il fiuto di Sherlock Holmes ( Italia, 1985) di Hayao Miyazaki
- La frite ( Francia, 1982) di Roger Guillot
- Pat & Mat - Budka ( Cecoslovacchia, 1983) di Lubomir Benes
- Galilei ( Danimarca, 1984) di Mihail Bădică
- Gimnastica ( Romania, 1984) di Luminița Cazacu
- A Girl with Blue Eyes ( Unione Sovietica, 1985) di Ivan Aksenchuk
- La gita (Pat & Mat - Vylet) ( Cecoslovacchia, 1984) di Lubomir Benes
- The Goose Girl ( Stati Uniti, 1984) di Tom Davemport
- Il guanto giallo (To kitrino ganti) ( Grecia, 1985) di Sofia Sfyroera
- L'invité ( Francia, 1984) di Guy Jacques
- Jack & the Dentist's Daughter ( Stati Uniti, 1985) di Tom Davenport
- Kamenne Varhany ( Cecoslovacchia, 1985) di Vladimir Merta
- La légende du pauvre bossu ( Francia, 1982) di Michel Ocelot
- Mascarade ( Canada, 1984) di Co Hoedeman
- Ogrodek ( Polonia, 1984) di Marian Kielbaszczak
- The Old Lady’s Camping Trip ( Canada, 1983) di Les Drew
- La palestra (Telecvicna) ( Cecoslovacchia, 1983) di Lubomir Benes
- Pat & Mat - A Je To ( Cecoslovacchia, 1979) di Lubomir Benes
- Pau tapu ( Nuova Zelanda, 1984) Regia di Nikki Tennis
- Putovanje plavog lonca ( Jugoslavia, 1983) di Mate Lovric
- Le reacteur Vernet ( Francia, 1985) di Laurent Dussaux
- Vozvrashcheniye bludnogo popugaya ( Unione Sovietica, 1985) di Valentin Karavaev
- Il ritorno dello Jedi “Edizione speciale” ( Italia, 1985) di Ciro Sapone
- Rozalka Olaboga - Sprawa Gula ( Polonia, 1984) di Jadwiga Kedzierzawska
- Le sac ( Francia, 1984) di Jacques Lavernie
- Science Fairs ( Stati Uniti, 1984) di Leonild A. Mandel
- Anotimpurile ( Romania, 1984) di Florin Anghelescu
- The She-Bear ( Stati Uniti, 1985) di Sandy Perlbinder
- S.O.S. ( Romania, 1983) di Mircea Toia e Călin Cazan
- Schweiss und Schuld ( Svizzera, 1985) di Sebastian Dellers
- Tara mea ( Romania, 1983) di Tatiana Apahideanu
- Video Classic ( Italia, 1985) di Stelvio Sciuto
- Zimska Zelja ( Jugoslavia, 1982) di Leopold Fabiani
- Volk i telyonok ( Unione Sovietica, 1984) di Mikhail Kamenetsky
- The Work of Peace ( Stati Uniti, 1984) di Roger Snodgrass

### Sezione Meccoli
- L'attenzione  Italia, 1984) di Giovanni Soldati
- Blues metropolitano  Italia, 1984) di Salvatore Piscicelli
- I due carabinieri  Italia, 1984) di Carlo Verdone
- Qualcosa di biondo  Italia, 1984) di Maurizio Ponzi
- Fatto su misura  Italia, 1984) di Francesco Laudadio
- Non ci resta che piangere  Italia, 1984) di Massimo Troisi e Roberto Benigni
- In punta di piedi  Italia, 1984) di Giampiero Mele
- Windsurf - Il vento nelle mani  Italia, 1984) di Claudio Risi